# Coalició Canària
Coalició Canària (en castellà, Coalición Canaria), abreujat CC, és una coalició de partits polítics formada l'any 1993 per partits centristes i nacionalistes canaris. Actualment governa en minoria les Illes Canàries després de la ruptura, al maig de 2005 del pacte que mantenia amb el Partido Popular. Té majories absolutes i relatives en molts dels municipis de les illes, i governa els cabildos de Tenerife, La Palma, El Hierro i Fuerteventura. Forma un grup parlamentari propi al Congrés dels Diputats i al Senat. Els seus líders són Adán Martín Menis, Jose Carlos Mauricio i Paulino Rivero.

## Història
Els extints partits fundacionals foren Agrupaciones Independientes de Canarias (AIC), Iniciativa Canaria Nacionalista (ICAN), Asamblea Majorera (AM), Partido Nacionalista Canario (PNC) i Centro Canario Independiente (CCN). Posteriorment es van anar unint altres partits a la coalició.
El PNC abandonà la coalició en 1998 per fundar la Federación Nacionalista Canaria amb el Partit d'Independents de Lanzarote (PIL) i Independientes de Fuerteventura.
La coalició va guanyar les eleccions al Parlament de Canàries de 2003 i Adán Martín es va convertir en el president de la comunitat autònoma.
L'any 2005 se celebrà a La Palma el III Congrés Nacional de CC, en què adoptà la bandera de les set estrelles verdes i desaparen els partits polítics que formaven CC i restant com a partit únic, per bé que en algunes seus del partit a Tenerife segueix apareixent el logo de l'ATI. En el congrés, Unión Bagañeta va expressar el distanciament amb Coalició Canària, així com la seva intenció de mantenir les seves sigles i el seu desig, per tant, de no integrar-se plenament dins de la Coalició. Unión Bagañeta, que governa amb majoria absoluta l'Ajuntament de Tazacorte, a La Palma, va adoptar en l'esmentat congrés com a bandera del partit la bandera dels set estels verds, històricament feta servir per l'independentisme canari. Després d'una gran crisi a Gran Canària, el sector crític del partit en aquesta illa, promoguda per l'antic president de la comunitat autònoma Román Rodríguez juntament amb altres persones, van trencar el partit en 2005 creant una nova formació política, denominada Nueva Canarias. La formació va amenaçar de trencar els grups en el Congrés i el Senat si no s'arribava a un acord sobre la divisió de funcions en les tasques parlamentàries. Finalment es va crear el nou grup polític Coalició Canaria-Nueva Canarias, compartint els torns de paraula, portaveus i treballs en comissió.
La Federación Nacionalista Canaria es va trencar en 2007 quan el PNC es va presentar a les eleccions al Parlament de Canàries de 2007 amb Coalició Canària, al que es va integrar en 2013, i el Centro Canario Nacionalista (CCN) va abandonar la coalició, presentant-se per separat a les eleccions de 2007. Adán Martín es va retirar de la política activa en 2007 i després de les eleccions de 200 en què CC fou la tercera llista més votada, Paulino Rivero va ser investit president del Govern de Canàries gràcies a un pacte amb el Partit Popular.
El juny de 2012, Coalició Canària celebrà el seu V Congrés, una cita en què es canvià el model de partit, creant una secretaria general, que va recaure en José Miguel Barragán, i una presidència per Paulino Rivero.
En 2023 el PNC abandonà la Coalició per presentar-se en solitari a les eleccions al Parlament de Canàries de 2023 sense obtenir representació.

## Composició
| Partit | Partit                                     | Partit                                     | Àmbit           | Notes           |
| ------ | ------------------------------------------ | ------------------------------------------ | --------------- | --------------- |
|        | Centre Canari Nacionalista (CCI)           | Centre Canari Nacionalista (CCI)           | Canàries        | Marxa al 2005   |
|        | Iniciativa Canària Nacionalista (ICAN)     | Iniciativa Canària Nacionalista (ICAN)     | Canàries        | Dissolt al 1993 |
|        | Partit Nacionalista Canari (PNC)           | Partit Nacionalista Canari (PNC)           | Canàries        | Marxa al 2023   |
|        | Agrupacions Independents de Canàries (AIC) | Agrupacions Independents de Canàries (AIC) | Canàries        | Dissolt al 1993 |
|        |                                            | Agrupación Tinerfeña Independiente (ATI)   | Tenerife        | Dissolt al 2005 |
|        | Grup d'Independents de La Palma (API)      | La Palma                                   | Dissolt al 2005 |                 |
|        | Partit d'Independents de Lanzarote (PIL)   | Lanzarote                                  | Marxa al 1994   |                 |
|        | Independents de Fuerteventura (IF)         | Fuerteventura                              | Marxa al 1994.  |                 |
|        | Asamblea Majorera (AM)                     | Asamblea Majorera (AM)                     | Fuerteventura   | Dissolt al 1995 |
|        | Agrupación Herreña Independiente (AHI)     | Agrupación Herreña Independiente (AHI)     | El Hierro       | Marxa al 2023   |

## Resultats electorals

### Parlament de les Illes Canàries
| Any  | Líder            | Insular         | Insular         | Regional           | Regional    | Escons  | +/– | Govern             |
| Any  | Líder            | Vots            | %               | Vots               | %           | Escons  | +/– | Govern             |
| ---- | ---------------- | --------------- | --------------- | ------------------ | ----------- | ------- | --- | ------------------ |
| 1995 | Manuel Hermoso   | 261,424         | 32.80 (#1)      |                    |             | 21 / 60 | Nou | Minoria (1995–96)  |
| 1995 | Manuel Hermoso   | 261,424         | 32.80 (#1)      | Coalició (1996–99) |             | 21 / 60 | Nou |                    |
| 1999 | Román Rodríguez  | 306,658         | 36.93 (#1)      |                    |             | 24 / 60 | 3   | Coalició (1999–02) |
| 1999 | Román Rodríguez  | 306,658         | 36.93 (#1)      | Minoria (2002–03)  |             | 24 / 60 | 3   |                    |
| 2003 | Adán Martín      | 304,413         | 32.90 (#1)      |                    |             | 23 / 60 | 1   | Coalició (2003–05) |
| 2003 | Adán Martín      | 304,413         | 32.90 (#1)      | Minoria (2005–07)  |             | 23 / 60 | 1   |                    |
| 2007 | Paulino Rivero   | Dins CC–PNC     | Dins CC–PNC     |                    |             | 17 / 60 | 4   | Coalició (2007–10) |
| 2007 | Paulino Rivero   | Dins CC–PNC     | Dins CC–PNC     | Minoria (2010–11)  |             | 17 / 60 | 4   |                    |
| 2011 | Paulino Rivero   | Dins CC–PNC–CCN | Dins CC–PNC–CCN |                    |             | 18 / 60 | 2   | Coalició           |
| 2015 | Fernando Clavijo | Dins CC–PNC     | Dins CC–PNC     |                    |             | 16 / 60 | 3   | Coalició (2015–16) |
| 2015 | Fernando Clavijo | Dins CC–PNC     | Dins CC–PNC     | Minoria (2016–19)  |             | 16 / 60 | 3   |                    |
| 2019 | Fernando Clavijo | Dins CC–PNC     | Dins CC–PNC     | Dins CC–PNC        | Dins CC–PNC | 19 / 70 | 2   | Oposició           |
| 2023 | Fernando Clavijo | 201,401         | 22.08 (#2)      | 175,198            | 19.20 (#3)  | 19 / 70 | =   | Coalició           |

### Corts Generals
| Any       | Illes Canàries | Illes Canàries | Illes Canàries | Illes Canàries | Illes Canàries | Illes Canàries | Illes Canàries |
| Any       | Congrés        | Congrés        | Congrés        | Congrés        | Congrés        | Senat          | Senat          |
| Any       | Vots           | %              | Pos.           | Diputats       | +/–            | Senadors       | +/–            |
| --------- | -------------- | -------------- | -------------- | -------------- | -------------- | -------------- | -------------- |
| 1993      | 207,077        | 25.58%         | 3r             | 4 / 14         | Nou            | 5 / 11         | Nou            |
| 1996      | 220,418        | 25.09%         | 3r             | 4 / 14         | =              | 1 / 11         | 4              |
| 2000      | 248,261        | 29.56%         | 2n             | 4 / 14         | =              | 5 / 11         | 4              |
| 2004      | 235,221        | 24.33%         | 3r             | 3 / 15         | 1              | 3 / 11         | 2              |
| 2008      | Dins CC–PNC    | Dins CC–PNC    | Dins CC–PNC    | 2 / 15         | 1              | 0 / 11         | 3              |
| 2011      | Dins CC–NC–PNC | Dins CC–NC–PNC | Dins CC–NC–PNC | 2 / 15         | =              | 0 / 11         | =              |
| 2015      | Dins CC–PNC    | Dins CC–PNC    | Dins CC–PNC    | 1 / 15         | 1              | 0 / 11         | =              |
| 2016      | Dins CC–PNC    | Dins CC–PNC    | Dins CC–PNC    | 1 / 15         | =              | 0 / 11         | =              |
| 2019 (I)  | Dins CC–PNC    | Dins CC–PNC    | Dins CC–PNC    | 2 / 15         | 1              | 0 / 11         | =              |
| 2019 (II) | Dins CC–NC–PNC | Dins CC–NC–PNC | Dins CC–NC–PNC | 2 / 15         | =              | 0 / 11         | =              |
| 2023      | 114,718        | 11.28%         | 3r             | 1 / 15         | 1              | 0 / 11         | =              |

### Parlament Europeu
| Any  | Estat                         | Estat  | Illes Canàries | Illes Canàries | Grup |
| Any  | Vots                          | Escons | Vots           | %              | Grup |
| ---- | ----------------------------- | ------ | -------------- | -------------- | ---- |
| 1994 | Dins la Coalició Nacionalista | 1 / 64 | 113,677 (#3)   | 18.85          | ERA  |
| 1999 | Dins la Coalició Europea      | 1 / 64 | 276,186 (#1)   | 33.78          | ELDR |
| 2004 | Dins la Coalició Europea      | 0 / 54 | 90,619 (#3)    | 16.92          | –    |
| 2009 | Dins de Coalició per a Europa | 0 / 54 | 96,297 (#3)    | 15.84          | –    |
| 2014 | Dins de Coalició per a Europa | 0 / 54 | 69,601 (#3)    | 12.18          | –    |
| 2019 | Dins del CEUS                 | 0 / 59 | 184,936 (#2)   | 20.75          | –    |
| 2024 | Dins del CEUS                 | 0 / 61 | 70,008 (#4)    | 10.29          | –    |

### Eleccions municipals
| Any  | Vots    | %     | Escons      | +/- |
| ---- | ------- | ----- | ----------- | --- |
| 1995 | 211 882 | 26,58 | 372 / 1.263 | Nou |
| 1999 | 267 773 | 32,25 | 432 / 1.277 | 60  |
| 2003 | 283 701 | 30,76 | 458 / 1.331 | 26  |
| 2007 | 217 407 | 23,37 | 439 / 1.359 | 19  |
| 2011 | 202 720 | 22,02 | 392 / 1.404 | 47  |
| 2015 | 151 421 | 16,33 | 300 / 1.382 | 92  |
| 2019 | 167 734 | 18,49 | 297 / 1.382 | 3   |
| 2023 | 167.624 | 18,39 | 303 / 1.402 | 6   |

Eleccions als Cabildos insulars
- Eleccions a cabildos insulars 2003: 305.410 vots (33,34%) 56 consellers
- Eleccions a cabildos insulars 2007: 218.715 vots (24,1%) 40 consellers
- Eleccions a cabildos insulars 2011: 231.850 vots (26,2%) 53 consellers